# Роберт I Куртене
Роберт Куртене или Куртенејски (фр. Robert de Courtenay; око 1201 — крајем јануара1228 у Мореји) латински цар (1219—1228). Био је син Петра II Куртенеа, грофа од Невера,Оксера и Тонера, маркиза од Намира, цара Латинског царства и царице Јоланде Куртене од Фландрије и Еноа.

## Биографија
Отац му је умро док је био дете па је Робертов брат Филип Куртене преузео контролу над Намирском грофовијом. Филип се 1219. одрекао титуле латинског цара у корист брата. За латинског цара је овенчан 1221. године. Није хтео да путује кроз Албанију и Македонију да не би настрадао као отац него је путовао кроз Србију и њиховом краљу Стефану Првовенчаном потурио своју лепу, богату и незакониту сестру од стрица, сержану Лила за жену. Године 1225. склопио је савез са Бугарима против Теодора Анђела Дуке Комнина. Роберту је понекад долазила помоћ са запада, а најгоре је то што се сукобио са моћним никејским царем Јованом III Дуком Ватацем, тако што је уместо да своју кћерку уда за њега удао ју је за неког бургондијског витеза. Пошто је губио у рату, побегао је у Рим, где га је папа убедио да се врати. Сам Роберт је убијен на Мореји 1228. године.

### Владавина
После смрти цара Хенрика од Еноа, латинског цара Константинопоља, који није имао деце, царска круна је предложена угарском краљу Андрији II, који ју је одбио, а затим Петру II од Куртенеа, који ју је прихватио. Док је његова жена царица Јоланда, сестра цара Хнрика од Еноа, ишла у Цариград бродом, цар Петар II Куртене је више волео копнени пут. Током проласка кроз Епирску деспотовину напао га је и удвео у заробљеништво у Драч Теодор Анђел, епирски деспот 1217. Умро је убрзо након тога, а да није видео Цариград. царица Јоланда од Ено је преузела царску власт, али је умрла 24. или 26. августа 1219. године.
Барони су понудили цариградску круну Филипу, најстаријем сину цара Петра II и царице Јоланде, који је више волео да се задовољи маркизатом од Намира и одбио је царску круну. Роберт, други син, је прихватио царску круну и напустио Намир током јесени 1220. Божићне празнике и део зиме провео је на двору краља Андрије II Угарског, свог зета, а затим је поново кренуо у Цариград. , где је крунисан 25. марта 1221. године у цркви Свете Софије.
Он је само тражио мир, али је Царство тада било плен амбиција два своја суседа, Епирске деспотовине и Никејског царства, које су настале распарчавањем Византијског царства 1204. године, и које су настојале да преузму Константинопољ од Латина. Прва непријатељства потекла су од Теодора Анђела, епирског деспота, који је упао у Тесалију 1221. године, и заузео Солунско краљевство 1224. године, и ту се прогласио за цара. Краљ Димитрије од Монтферата је заиста отишао на Запад да тражи помоћ, али је није добио. Цар Роберт I му је, иако се борио против Никејског царства, послао помоћну војску, која је поражена пред Сером и повукла се у Тракију.
Суочавајући се са царем Теодором I Ласкарисом, царем Никеје, цар Роберт није био успешнији. цар Теодор I се оженио принцезом Маријом Куртене, сестром цара Роберта I и, верујући да има права на део Царства, одузима један азијски део Латинског царства. Да би могао да се суочи са царем Теодором Анђелом, цар Роберт I је преговарао о примирју са царем Теодором I Ласкарисом. Цар Теодор I, видећи Робертов индолентни карактер, одлучује да му понуди да ожени његову трећу ћерку принцезу Евдокију Ласкарис како би га боље контролисао. Противљење грчког патријарха, који се ослања на сродство по браку, проузрокује пропаст брака. Цар Теодор I Ласкарис је убрзо умро, а наследио га је његов зет Јован III Дука Ватац, на штету Теодорове браће, Алексија и Исака Ласкариса. Они су се склонио у Константинопољ и убедили су цара Роберта I да ратује против цара Јована III Дуке Ватаца, али је латинска војска претрпела тежак пораз код Поиманенона 1224. године, цар Роберт I је изгубио Битинију, браћа Ласкарис су заробљена и ослепљена. Искористивши своје успехе, цар Јован III Дука Ватац је прешао у Европу и заузео град Хадријанопољ. Хадријанопољ му је 1225. године,  преотео цар Теодор Анђел. Од овог датума, Латинско царство је осуђено на нестанак, а једино непознато је ко ће бити освајач, да ли цар из Епира или цар из Никеје.
Описан као глуп од савремених хроничара, цар Роберт I Куртене је млитаво реаговао на ове неуспехе. Године 1224. затражио је појачање од француског краља Луја VIII, који, спремајући се да крене у албижански крсташки рат, није могао да му пошаље никакво појачање. Године 1225. Вилијам VI, маркиз од Монтферата, покушао је да поново освоји Солунско краљевство у име свог брата Димитрија, али је његова смрт 17. септембра 1225. довела до повлачења његове војске.
Цар Роберт I је тада изгубио интересовање за своје царство и није успео да искористи ривалство између Епирске деспотовине и Никејског царства. Презрен од својих барона и дискредитован губицима Хадријанопоља, Тракије и Битиније, препустио се разврату и задовољствима. Године 1228. отео је ћерку Бодуена де Невил-ен-Артоа од њеног вереника и тајно се оженио њоме. Вереник окупља неколико барона који су упали у палату да одсеку усне и нос младој жени, а цар Роберт I није покушао да је заштити. Покривен срамотом и страхом за своју безбедност, склонио се у Рим код папе Хонорија III, који му је замерио због понашања и наредио му да се врати у Цариград и искупи се, али је цар Роберт I умро од болести по повратку, током заустављања у Мореји.

### Веридба и брак
Био је верен 1222. са принцезом Евдокијом Ласкарис, ћерком цара Теодора I Ласкариса, грчког цара Никеје, и царице Ане Анђел. Али брак је поништен због сродства по браку између два верена пара; Око 1230. године принцеза Евдокија се удала за Анса де Каја, витеза из Пикардије, једног од главних племића Царства, који је био намесник 1237-1238. године.
Године 1228. тајно се оженио ћерком Бодуена де Невил-ен-Артоа, чије име и презиме нису познати.

## Породично стабло
|  |                        |  |  |  |  |  |  |  |  |  |  |  |  |  |  |  |
|  | 2. Петар II Куртене    |  |  |  |  |  |  |  |  |  |  |  |  |  |  |  |
|  |                        |  |  |  |  |  |  |  |  |  |  |  |  |  |  |  |
|  |                        |  |  |  |  |  |  |  |  |  |  |  |  |  |  |  |
|  | 1. Роберт I Куртене    |  |  |  |  |  |  |  |  |  |  |  |  |  |  |  |
|  |                        |  |  |  |  |  |  |  |  |  |  |  |  |  |  |  |
|  |                        |  |  |  |  |  |  |  |  |  |  |  |  |  |  |  |
|  | 3. Јоланда Фландријска |  |  |  |  |  |  |  |  |  |  |  |  |  |  |  |
|  |                        |  |  |  |  |  |  |  |  |  |  |  |  |  |  |  |
|  |                        |  |  |  |  |  |  |  |  |  |  |  |  |  |  |  |